# Сліпі-Голлоу (Вайомінг)
Сліпі-Голлоу (англ. Sleepy Hollow) — переписна місцевість (CDP) в США, в окрузі Кемпбелл штату Вайомінг. Населення — 1227 осіб (2020).

## Географія
Сліпі-Голлоу розташоване за координатами 44°13′58″ пн. ш. 105°25′51″ зх. д. / 44.23278° пн. ш. 105.43083° зх. д. (44.232678, -105.430862).  За даними Бюро перепису населення США в 2010 році переписна місцевість мала площу 1,08 км², уся площа — суходіл.

## Демографія
Згідно з переписом 2010 року, у переписній місцевості мешкало 1308 осіб у 435 домогосподарствах у складі 361 родини. Густота населення становила 1210 осіб/км².  Було 447 помешкань (413/км²).
Расовий склад населення:
| - 94,3 % — білих - 1,4 % — корінних американців - 1,1 % — азіатів - 0,2 % — чорних або афроамериканців - 1,3 % — осіб інших рас |

До двох чи більше рас належало 1,8 %. Частка іспаномовних становила 2,8 % від усіх жителів.
За віковим діапазоном населення розподілялося таким чином: 31,0 % — особи молодші 18 років, 66,6 % — особи у віці 18—64 років, 2,4 % — особи у віці 65 років та старші. Медіана віку мешканця становила 31,0 року. На 100 осіб жіночої статі у переписній місцевості припадало 101,5 чоловіків;  на 100 жінок у віці від 18 років та старших — 106,2 чоловіків також старших 18 років.
Середній дохід на одне домашнє господарство  становив 123 267 доларів США (медіана — 105 507), а середній дохід на одну сім'ю — 131 743 долари (медіана — 105 574). Медіана доходів становила 79 313 долари для чоловіків та 32 003 долари для жінок. 
Цивільне працевлаштоване населення становило 801 осіб. Основні галузі зайнятості: освіта, охорона здоров'я та соціальна допомога — 23,6 %, роздрібна торгівля — 14,9 %, сільське господарство, лісництво, риболовля — 14,7 %.